# التربة (حزم العدين)

تعديل مصدري - تعديل

التربة محلة تابعة لقرية البراح، التابعة لعزلة الشعاور بمديرية حزم العدين إحدى مديريات محافظة إب في الجمهورية اليمنية، بلغ تعداد سكانها 21 حسب تعداد اليمن لعام 2004.